# 第一回全国基督教信徒大親睦会

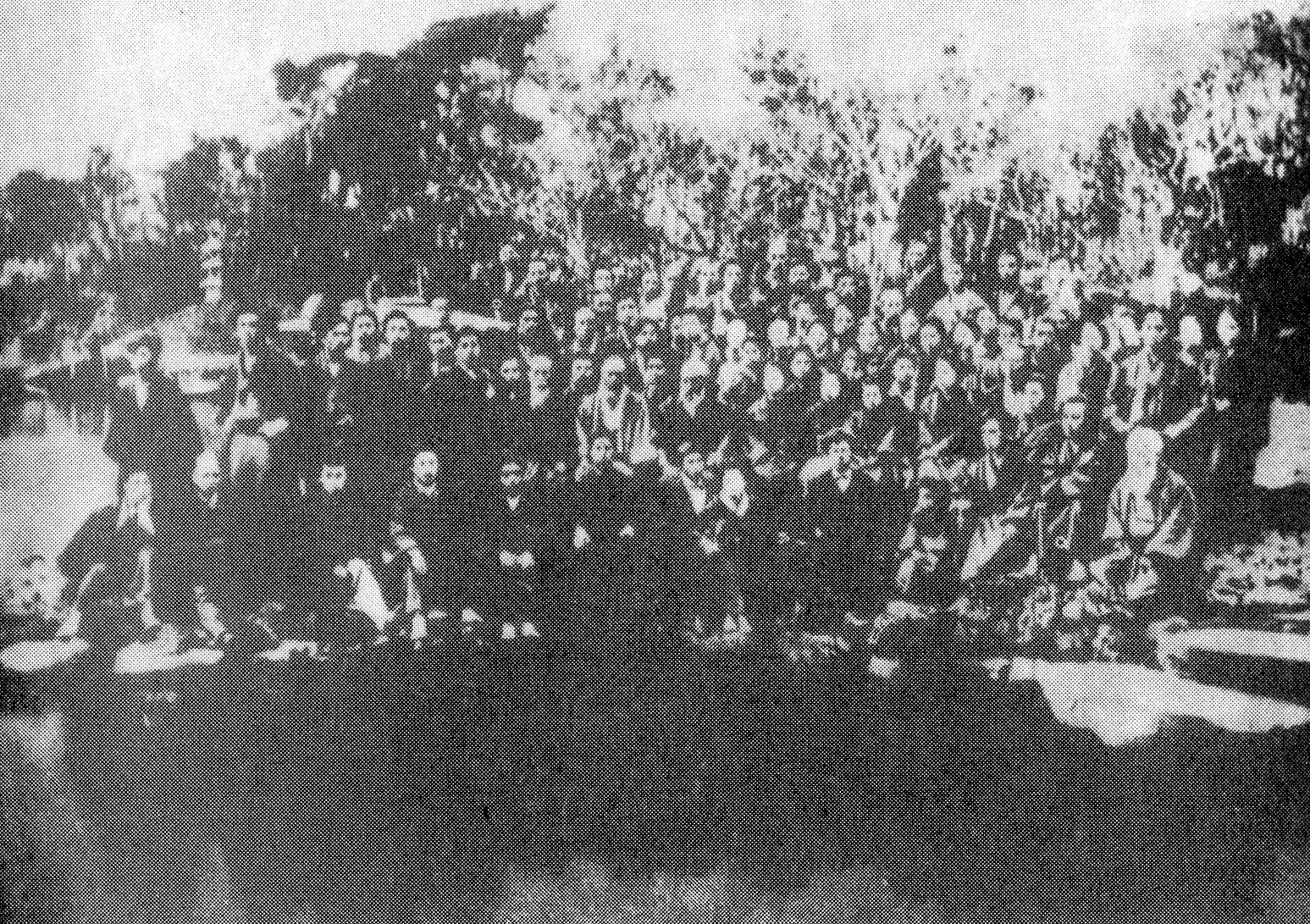
原胤昭邸で行われた親睦会の参加者の記念撮影

第一回基督教信徒大親睦会(だいいっかいきりすときょうしんとだいしんぼくかい、英:General Fellowship Meeting for All the Protestant Christian of Japan)は、1878年（明治11年）7月15日から三日間東京築地の東京公会(新栄橋教会)を会場に行われた日本プロテスタントの信者の最初の親睦会である。基督教信徒第親睦会とも言う。

## 歴史
1872年に横浜で、日本最初のプロテスタント教会の横浜基督公会ができてから、わずか6年で、日本のプロテスタント教会の数は44になり、信徒は1600名余にまで成長した。その中で、プロテスタント・キリスト者同志が日本伝道の方策を論じ合い、交流を図るために開催された。
全国のプロテスタント信者の牧師、長老、信徒代表らが、毎日500~600人(延べ1500名余り)出席して日本東京基督公会に集結し、各地の教会の実情説明や演説会などが行われた。
三日間で、のべ1500人が出席して、当時の「七一雑報」「六合雑誌」などに報道された。

## 逸話
- 海老名弾正は、集会の感想を求められて「とにかく暑かった」と答えた。
- 押川方義は、仏教、浄土真宗の迫害の激しい新潟から来て、押川自身も日本刀で辻斬りに会い、命を落としそうになった経験を踏まえて、悲壮なる覚悟で、「城を枕に討ち死にするんだ」との決心を表わした[4]。
- 歓談のさいに、京都代表の上代知新が、「東京の連中は酒を飲むものがいるといのでけしからん」と言ったが、東京から参加者は「西からの参加者はパリサイ人が多いよ」と応酬した。

## 参加者
- 津田仙（津田梅子の父）
- 海老名弾正（群馬安中教会）
- 押川方義（新潟の新潟公会）
- 沢山保羅(大阪浪花教会)
- 中村敬宇
- 小川義綏（東京公会）
- 上代知新